# Ryžoviště
Ryžoviště, bis 1947 Brunzeif (deutsch: Braunseifen) ist eine Gemeinde  im tschechischen Bezirk Bruntál (Bezirk Freudenthal).

Braunseifen südlich von Breslau, südwestlich von Freudenthal und westlich von Troppau auf einer Landkarte von 1909

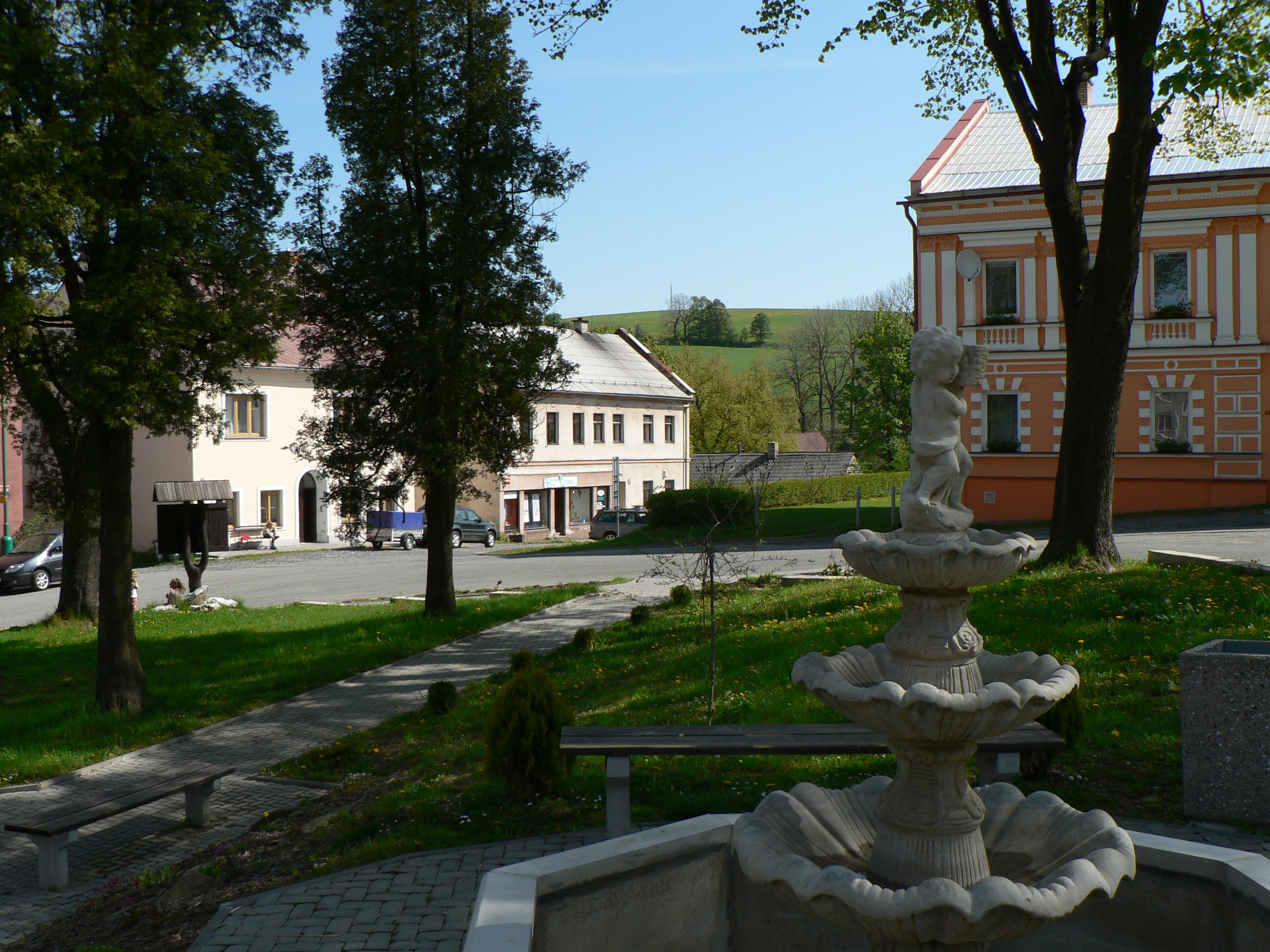
Marktplatz

## Geographische Lage
Ryžoviště liegt in den Sudeten, etwa 15 Kilometer südwestlich von Bruntál (Freudenthal).

## Geschichte
Die Gründung des Ortes erfolgte im Jahre 1190 durch Bergarbeiter auf der Suche nach Edelmetallen. Das Wort Seifen im Ortsnamen weist auf die Existenz von Ablagerungen von Mineralien an der Oberfläche im Gebiet der Ortsgründung. Ab 1295 verfügte der Ort über ein Hospital. 1318 wurde Brunciv zur Stadt erhoben. Nach dem Niedergang des Bergbaus entwickelte sich in Braunseifen die Weberei zur wichtigsten Erwerbsquelle.
Durch das  Münchner Abkommen wurde Braunseifen  1938 zusammen mit dem Sudetenland dem Deutschen Reich zugesprochen;  im Jahr 1945 gehörte Braunseifen   zum Landkreis Römerstadt im Regierungsbezirk Troppau im Reichsgau Sudetenland.
Nach dem Ende des Zweiten Weltkriegs und der Vertreibung der Deutschen erfolgte die Umbenennung in Rýžoviště. Die vormalige Stadt ist heute auf den Status eines Dorfes herabgesunken.

## Demographie
| Jahr | Einwohner | Anmerkungen |
| ---- | --------- | ----------- |
| 1834 | 2.062     | [ 4 ]       |
| 1930 | 1.604     | [ 5 ]       |
| 1939 | 1.586     | [ 5 ]       |

Im Jahr 2006 lebten 673 Menschen in Ryžoviště.

## Persönlichkeiten
- Norbert Johann Klein (1866–1933), Bischof von Brünn und Hochmeister des Deutschen Ordens
- Robert Schälzky (1882–1948), Hochmeister des Deutschen Ordens
- Ignaz Kaufmann (1885–1975), Maler
- Gustav Dreiseidler (1916–unbekannt), Generalmajor der Nationalen Volksarmee (NVA) der DDR